# 放学后少年
《放学后少年》是任天堂NDS的游戏之一，于2008年1月31日发售。
《放学后少年》是以昭和50年代（公元1975-1985年）的乡村为背景，体验不寻常的少年时代的生活的养成类游戏。游戏的主人公是一个六年级小学生，在一个月后就要搬家远离小镇，在马上就要告别的小镇里尽情的玩耍。 游戏忠实地还原了昭和50年代的氛围，在游戏中，电视、街角亦或是收音机，到处都可以听到当时的热门歌曲。 

## 登场人物
修
本作主人公，昵称“小修”（玩家可在游戏中更改名字）。在昭和镇出生并成长，与其他三名同伴共同建立“秘密基地”，后因父亲工作调动搬离昭和镇。成年后回到昭和镇参加小学同学联谊会。
淳司
修的挚友，“秘密基地”成员。将来梦想是职业棒球运动员。成年后为昭和镇的消防队员。
和幸
修的挚友，“秘密基地”成员。将来梦想是公司总裁。成年后为实现梦想成为上班族。
良夫
修的挚友，“秘密基地”成员，昵称“小良”。将来梦想是落语家。成年后终于在中年时期实现梦想。
薰
修的女性朋友。性格傲娇。将来梦想是空姐。成年后为邻镇的幼儿园保姆。
世津子
修的女性朋友，昵称“小世”。性格孩子气。成年后为小学老师。
春美
修的女性朋友。班花。将来梦想是花农。成年后就职于当地一家公司。
爱琴
修的女性朋友。性格神秘。将来梦想是小说家。成年后为翻译家。
美代
修的女性朋友。将来梦想是偶像。成年后为剧团成员。
千贺子
修的女性朋友。班长，戴眼镜。成年后就职于出版社。
郁
修的男性朋友。思维常让人捉摸不定。将来梦想是飞行员。
秀树
修的男性朋友。喜欢小提琴，常远赴镇外参加小提琴课程。将来梦想是指挥家。
太介
修的男性朋友，和千贺子是幼儿园的青梅竹马。非常喜欢动物。好恶很多，总会慢吞吞地吃午饭，直到放学后才吃完。
毅
修的男性朋友。班霸，喜欢欺负人。
智弘
修的男性朋友。戴眼镜。喜欢读推理小说。
达也
二周目隐藏角色。因身患罕见病无法上学，而由千贺子将学习资料带往家中。